# Man-o-War-Gletscher
Der Man-o-War-Gletscher ist ein Gletscher in den Admiralitätsbergen des ostantarktischen Viktorialands. Er fließt vom Mount Black Prince und Mount Royalist südwärts zwischen der McGregor Range und dem Gebirgskamm Novasio Ridge zum Tucker-Gletscher.
Wissenschaftler einer von 1957 bis 1958 durchgeführten Kampagne der New Zealand Geological Survey Antarctic Expedition benannten den Gletscher in Anlehnung an die Benennung der Admiralitätsberge nach den gleichnamigen Fregatten der britischen Admiralität im 16. bis 19. Jahrhundert.